# Niszczarka

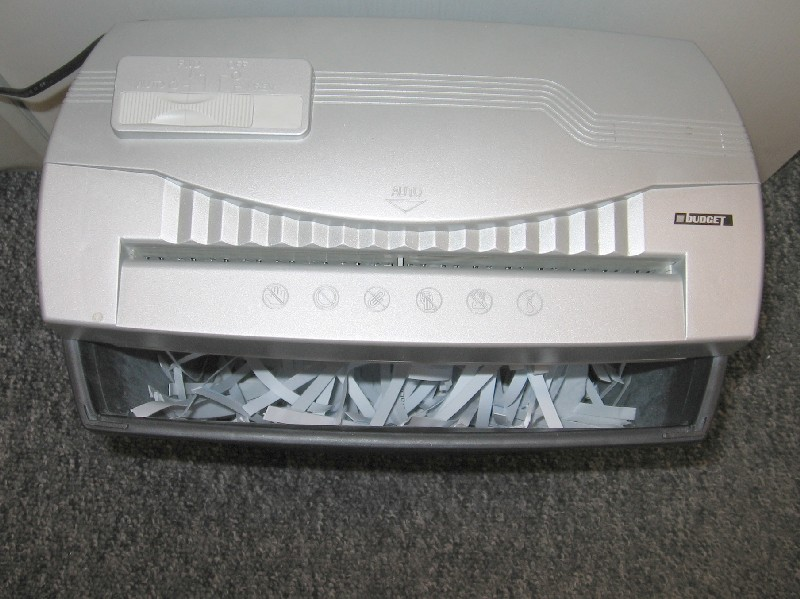
Niszczarka biurowa (widok z góry);
Widoczne pocięte na paski zniszczone dokumenty

Niszczarka – urządzenie służące do niszczenia poufnych dokumentów, najczęściej wykorzystywane do zastosowań biurowych.
Najprostsze konstrukcje mechanizmu niszczącego tną papier wzdłuż jednej krawędzi, w wyniku czego powstają wąskie paski papieru o długości równej długości dokumentu. Bardziej skomplikowane mechanizmy tną papier również w poprzek dokumentu. Zaawansowane konstrukcje poza mechanicznym zniszczeniem stosują również metody chemiczne.
Istnieje kilka norm definiujących poziom bezpieczeństwa niszczarek. 
Norma DIN 66399 definiuje 7 poziomów bezpieczeństwa i zastępuje normę DIN 32757:
- P-1 (poziom 1 w DIN 32757) Szerokość paska ⩽ 12 mm. Długość paska nielimitowana. Powierzchnia ogółem ⩽ 2000 mm².  Zalecany do niskiego ryzyka dokumentów zawierających dane wewnętrzne. Klasa ochrony 1.
- P-2 (poziom 2 w DIN 32757) Szerokość paska ⩽ 6 mm. Długość paska nielimitowana. Powierzchnia ogółem ⩽ 800 mm².  Dokumenty/korespondencja wewnętrzna firmy. Klasa ochrony 1.
- P-3 (poziom 3 w DIN 32757) Szerokość ścinka ⩽ 2 mm. Powierzchnia ścinka ⩽ 320 mm².  Zalecane dla nośników danych i dokumentów zawierających informacje wrażliwe i poufne. Klasa ochrony 1, 2.
- P-4 (brak definicji w DIN 32757) Szerokość ścinka ⩽ 6 mm. Powierzchnia ścinka ⩽ 160 mm².  Zalecane dla nośników danych i dokumentów zawierających szczególnie wrażliwe i poufne dane. Klasa ochrony 2.
- P-5 (poziom 4 w DIN 32757) Szerokość ścinka ⩽ 2 mm. Powierzchnia ścinka ⩽ 30 mm².  Zalecane dla dokumentów zawierających tajne informacje. Klasa ochrony 2, 3.
- P-6 (poziom 5 w DIN 32757) Szerokość ścinka ⩽ 1 mm. Powierzchnia ścinka ⩽ 10 mm².  Zalecane dla tajnych danych wymagających zastosowania wysokich środków bezpieczeństwa. Klasa ochrony 3.
- P-7 (brak definicji w DIN 32757) Szerokość ścinka ⩽ 1 mm. Powierzchnia ścinka ⩽ 5 mm².  Zalecane dla dokumentów zawierających ściśle tajne informacje. Klasa ochrony 3.

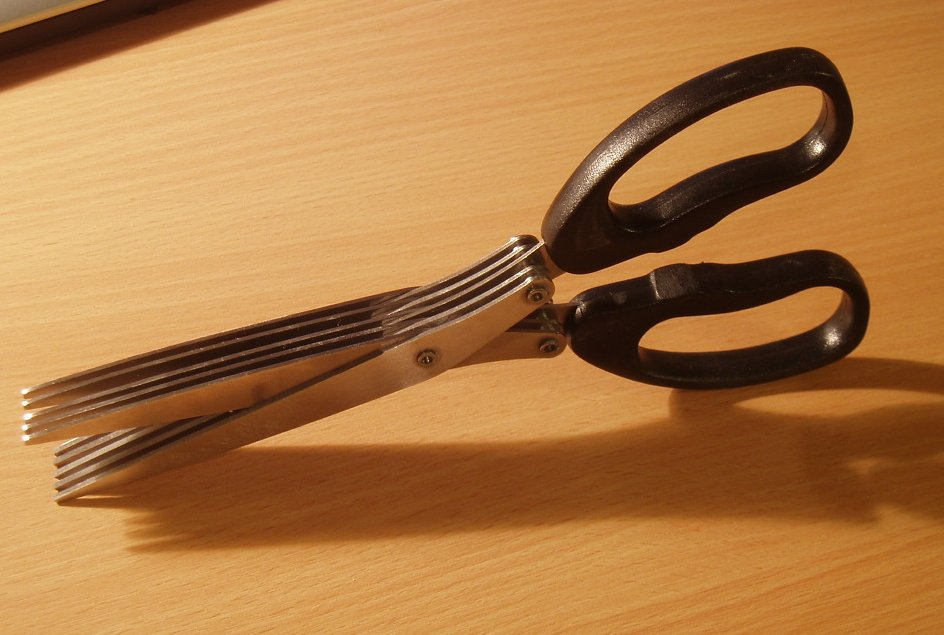
Nożyczki do niszczenia dokumentów

Poprzednia norma DIN 32757 definiuje 5 poziomów bezpieczeństwa:
- poziom 1, dokumenty ogólnego użytku, paski o szerokości mniejszej niż 12 mm lub całkowita powierzchnia ścinka mniejsza niż 2000 mm²;
- poziom 2, dokumenty wewnętrzne, paski o szerokości mniejszej niż 6 mm lub całkowita powierzchnia ścinka mniejsza niż 800 mm²;
- poziom 3, dokumenty poufne, paski o szerokości mniejszej niż 2 mm lub ścinki o powierzchni mniejszej niż 320 mm², szerokości mniejszej niż 4 mm, długości mniejszej niż 80 mm;
- poziom 4, dokumenty tajne, ścinki o powierzchni mniejszej niż 30 mm², szerokości mniejszej niż 2 mm, długości mniejszej niż 15 mm;
- poziom 5, dokumenty ściśle tajne, ścinki o powierzchni mniejszej niż 10 mm², szerokości mniejszej niż 0,8 mm, długości mniejszej niż 13 mm;

Proponowany jest również poziom 6, o jeszcze mniejszym ścinku niż poziom 5.

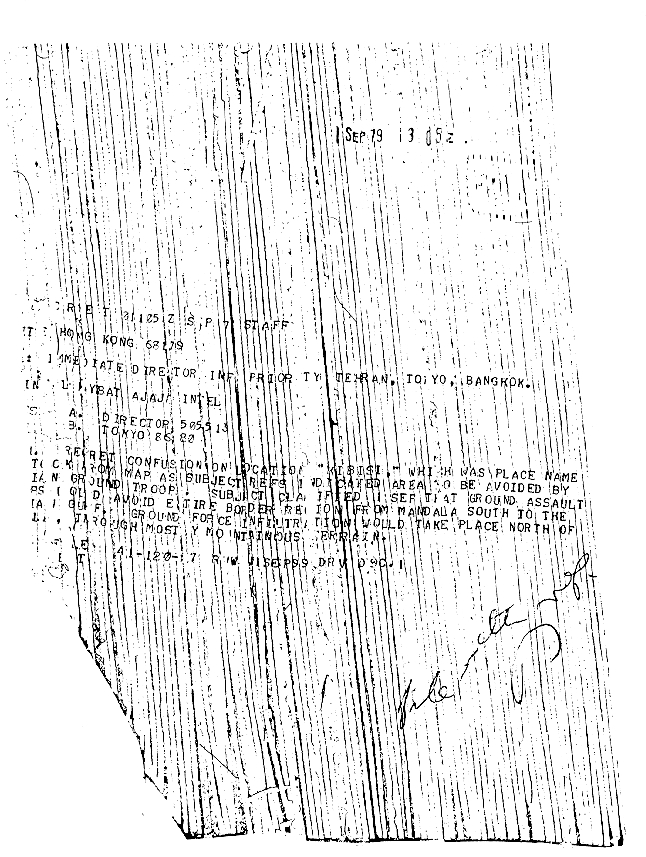
Zniszczony i odtworzony dokument

## Skuteczność działania
Dokumenty zniszczone przez niszczarkę mogą być odtworzone ręcznie lub z wykorzystaniem komputerowej analizy i obróbki danych. Jeśli ścinki dokumentu nie są wymieszane, ręczne odzyskanie danych jest relatywnie proste; w przeciwnym wypadku jest to dość czasochłonny proces, który dużo skuteczniej może zostać przeprowadzony za pomocą komputera.
Aby utrudnić odtworzenie dokumentu, należy wkładać papier do niszczarki tak, aby linie cięcia papieru nie były równoległe do linii tekstu. Zwłaszcza w przypadku prostych niszczarek, należy także stosować dodatkowe zabezpieczenia utrudniające analizę (np. przez wymieszanie pasków papieru). Warto także zwrócić uwagę na to, że każda niszczarka zostawia indywidualne cechy na skrawkach papieru, przez co jest możliwe zidentyfikowanie miejsca zniszczenia dokumentu.
Jedną z większych akcji odtworzenia zniszczonych dokumentów było odzyskiwanie archiwów służby bezpieczeństwa NRD (Stasi) pozostawionych jako worki wymieszanych i zdewastowanych papierów. Przy odtwarzaniu zostali zatrudnieni pracownicy służb granicznych, którzy stracili pracę po zjednoczeniu Niemiec. Inny znany incydent dotyczył oblężenia i przejęcia ambasady USA w Teheranie.